# جرج شاو
جرج شاو (به انگلیسی: George Shaw) بازیکن فوتبال زادهٔ ۱۳ اکتبر ۱۸۹۹ اهل انگلستان بود که سابقهٔ بازی در تیم ملی فوتبال انگلستان را در کارنامهٔ خود دارد. وی در تاریخ ۹ آوریل ۱۹۳۲ تنها بازی ملی خود را در مقابل تیم ملی فوتبال اسکاتلند انجام داد.